# Ertapénem
L'ertapénem est un agent antibiotique de la classe des carbapénèmes.

## Indications thérapeutiques
- Infections intra-abdominales compliquées
- Infection de la peau et des tissus mous du pied chez le diabétique
- Infection pelvienne
- Pneumonies communautaires
- Infection urinaire compliquée
- Pyélonéphrite

## Effets secondaires
Les effets secondaires généraux à la classe des carbapénèmes incluent :
- troubles gastro-intestinaux : nausées, vomissements, diarrhée ;
- troubles hématologiques : neutropénie, leucopénie, éosinophilie ;
- irritation au site d'injection ;
- rash cutané ;
- convulsions ;
- élévations des activités d'enzymes hépatiques.
- attaque l'émail des dents

## Voie d'administration
L'administration de ce médicament se fait par voie IV ou IM.